# 2020年オーストリアグランプリ
2020年オーストリアグランプリ (2020 Austrian Grand Prix) は、2020年のF1世界選手権の開幕戦として、2020年7月5日にレッドブル・リンクで開催された。
正式名称は「Formula 1 Rolex Grosser Preis Von Österreich 2020」。

## レース前
新型コロナウイルス感染症の世界的流行による影響
本レースは本来第11戦として開催される予定であったが、新型コロナウイルス感染症の世界的流行により、開幕戦オーストラリアGPから第10戦フランスグランプリまでの全レースが開催できず、本レースが開幕戦となった。なお、無観客レースとして開催される。
タイヤ
本レースでピレリが持ち込むドライ用タイヤのコンパウンドは、ハード（白）：C2、ミディアム（黄）：C3、ソフト（赤）：C4。
サーキット
トラックリミットの対策として、ターン9と10の縁石をセンサーに置き換えた。

## エントリー
前年からのドライバー変更
ルノーはニコ・ヒュルケンベルグに代わりエステバン・オコンが2018年以来2年ぶりのF1復帰、ウィリアムズはロバート・クビサに代わり新人ニコラス・ラティフィを起用した。
チーム名の変更
スクーデリア・トロ・ロッソがスクーデリア・アルファタウリに名称を変更した。本来開幕戦として行われる予定だったオーストラリアGPとの相違点として、ウィリアムズがタイトルスポンサー「ROKiT」の降板に伴いエントリー名称を「ウィリアムズ・レーシング」に変更している。

## フリー走行
FP1（金曜午前）
今シーズン初めてF1ターボサウンドが無観客ながらも響き渡り、注目のステアリングで前輪のトウ角を操作する「DAS（Dual Axis Steering）」を使用したメルセデス勢が好調で、ルイス・ハミルトンが1分04秒816でトップタイムを記録した。ハースのロマン・グロージャンはセッション序盤にブレーキの問題を抱えて6周しか走れず、最下位に終わった。
FP2（金曜午後）
FP1に続いてハミルトンが1分04秒304でトップタイムを記録した。プレシーズンテストでメルセデスに酷似した新車を投入して速さを見せ「ピンクメルセデス」と揶揄されたレーシング・ポイント勢がメルセデス勢に続くタイムを出した。一方、レッドブル勢はホンダのパワーユニットに問題はなかったもののセッティングに苦戦してマックス・フェルスタッペンが8番手、アレクサンダー・アルボンは13番手に終わっている。フェラーリ勢はFP1、FP2を通じてパフォーマンス不足に泣かされた。
セッション終了後、レッドブルはメルセデスのDASに対して正式に抗議を行ったが、FIAは開幕前の見解と同様、本年に限り合法・2021年以降は違法の裁定を下した。
FP3（土曜午前）
ウィリアムズの新人ニコラス・ラティフィがターン1でクラッシュして赤旗が出され、セッションは一時中断した。前日に続いてメルセデス勢が1-2位を独占し、ハミルトンが1分04秒130でトップタイムを記録した。フェルスタッペンが3番手でメルセデス勢に続いた。

## 予選
2020年7月4日 15:00 CEST(UTC+2) 気温25度、路面温度53度、ドライコンディション。
メルセデスのバルテリ・ボッタスがコースレコードを更新し、ポールポジションを獲得した。ボッタスがQ3最後のアタックでコースアウトしたことにより黄旗が出され、チームメイトのルイス・ハミルトンはタイムを更新することができなかった。その際にハミルトンは黄旗を無視した疑いで審議対象となり、一旦は不問となったが、レッドブルの再検証の要請により、決勝を前に3グリッド降格とペナルティポイント2点加算処分という厳しいペナルティが科された。これにより3番手だったレッドブルのマックス・フェルスタッペンが繰り上がり、ボッタスと共にフロントローに並ぶ事となった。フェルスタッペンは唯一ミディアムタイヤでQ3進出を果たしたため、決勝はミディアムタイヤでスタートする。マクラーレン勢はランド・ノリスが3番手でレッドブルのアレクサンダー・アルボンを上回り、カルロス・サインツが8番手。レーシング・ポイント勢はセルジオ・ペレスが6番手、ランス・ストロールが9番手と2台ともQ3に進出した、一方でフェラーリ勢はSF1000の空力に深刻な欠陥を抱えており、シャルル・ルクレールは7番手がやっとで、前年に自身がポールポジションを獲得したタイムより1秒近く遅く、セバスチャン・ベッテルに至っては2015年のフェラーリ加入後マシントラブル等を除き初めてのQ2敗退を喫し、11番手に終わった。さらにフェラーリのパワーユニットを使用するカスタマーチームも同様に振るわず、ハースはロマン・グロージャンが辛うじてQ2に進出するに留まり、アルファロメオは2台揃ってQ1敗退を喫した。今年度唯一のルーキーであるニコラス・ラティフィは最下位の20番手で、最後尾グリッドからスタートする。

### 予選結果
| 順位                | No. | ドライバー                   | コンストラクター                   | Q1       | Q2       | Q3       | Grid |
| ------------------- | --- | ---------------------------- | ---------------------------------- | -------- | -------- | -------- | ---- |
| 1                   | 77  | バルテリ・ボッタス           | メルセデス                         | 1:04.111 | 1:03.015 | 1:02.939 | 1    |
| 2                   | 33  | マックス・フェルスタッペン   | レッドブル-ホンダ                  | 1:04.024 | 1:04.000 | 1:03.477 | 2    |
| 3                   | 4   | ランド・ノリス               | マクラーレン-ルノー                | 1:04.606 | 1:03.819 | 1:03.626 | 3    |
| 4                   | 23  | アレクサンダー・アルボン     | レッドブル-ホンダ                  | 1:04.661 | 1:03.746 | 1:03.868 | 4    |
| 5                   | 44  | ルイス・ハミルトン           | メルセデス                         | 1:04.198 | 1:03.096 | 1:02.951 | 5 1  |
| 6                   | 11  | セルジオ・ペレス             | レーシング・ポイント-BWTメルセデス | 1:04.543 | 1:03.860 | 1:03.868 | 6    |
| 7                   | 16  | シャルル・ルクレール         | フェラーリ                         | 1:04.500 | 1:04.041 | 1:03.923 | 7    |
| 8                   | 55  | カルロス・サインツ           | マクラーレン-ルノー                | 1:04.537 | 1:03.971 | 1:03.971 | 8    |
| 9                   | 18  | ランス・ストロール           | レーシング・ポイント-BWTメルセデス | 1:04.309 | 1:03.955 | 1:04.029 | 9    |
| 10                  | 3   | ダニエル・リカルド           | ルノー                             | 1:04.556 | 1:04.023 | 1:04.239 | 10   |
| 11                  | 5   | セバスチャン・ベッテル       | フェラーリ                         | 1:04.554 | 1:04.206 |          | 11   |
| 12                  | 10  | ピエール・ガスリー           | アルファタウリ-ホンダ              | 1:04.603 | 1:04.305 |          | 12   |
| 13                  | 26  | ダニール・クビアト           | アルファタウリ-ホンダ              | 1:05.031 | 1:04.431 |          | 13   |
| 14                  | 31  | エステバン・オコン           | ルノー                             | 1:04.933 | 1:04.643 |          | 14   |
| 15                  | 8   | ロマン・グロージャン         | ハース-フェラーリ                  | 1:05.094 | 1:04.691 |          | 15   |
| 16                  | 20  | ケビン・マグヌッセン         | ハース-フェラーリ                  | 1:05.164 |          |          | 16   |
| 17                  | 63  | ジョージ・ラッセル           | ウィリアムズ-メルセデス            | 1:05.167 |          |          | 17   |
| 18                  | 99  | アントニオ・ジョヴィナッツィ | アルファロメオ-フェラーリ          | 1:05.175 |          |          | 18   |
| 19                  | 7   | キミ・ライコネン             | アルファロメオ-フェラーリ          | 1:05.224 |          |          | 19   |
| 20                  | 6   | ニコラス・ラティフィ         | ウィリアムズ-メルセデス            | 1:05.757 |          |          | 20   |
| 107% time: 1:08.505 |     |                              |                                    |          |          |          |      |
| ソース:             |     |                              |                                    |          |          |          |      |

追記
- ^1 - ハミルトンはQ3においてターン5およびターン7で振られた黄旗を無視したため、3グリッド降格とペナルティポイント2点が加算された（合計5点）[24][30]

## 決勝
2020年7月5日 15:10 CEST(UTC+2)
2014年以来の7連覇を狙うメルセデスのバルテリ・ボッタスのポール・トゥ・ウィンという形で幕を開けた。優勝の常連チームでもあるレッドブルの2台も含めた計9台（うち2台は完走扱い）がリタイアとなるサバイバルレースとなった。2位走行中だったルイス・ハミルトンはレース中、61周目にアレクサンダー・アルボン（レッドブル）と接触した責を問われ、5秒のタイムペナルティを受けた影響で4位に降格、表彰台を失っただけでなく、メルセデス勢は1-2フィニッシュを失った。ハミルトンの後ろ2台のうちの1台だったシャルル・ルクレール（フェラーリ）が3位でフィニッシュしたが、ハミルトンのペナルティで2位へ昇格。もう1台のランド・ノリス（マクラーレン）が終盤の数周でファステストラップを記録し、チェッカー時に5秒の圏内に入ることに成功し、3位へ昇格。繰り上げとなったがキャリア初の表彰台を獲得する結果となった。

### 展開
シーズン初レースは無観客の中スタート。タイヤ選択について、予選Q3進出者は予選に関する規定に従いソフトタイヤ、そのうちマックス・フェルスタッペンはミディアムタイヤでスタートすることに成功した。11番手以降は全車ミディアムを選択した。スタート時は全車何もトラブルなく、オープニングラップでも順位変動はあっても接触などの混乱は起きずレースがスタートした。
11周目、フェルスタッペンのマシンがターン2付近でスローダウンし、ピットへ帰還するもレースへの復帰は叶わず、シーズン最初のリタイア者となった。
18周目にダニエル・リカルド（ルノー）、それとほぼ同時にランス・ストロール（レーシング・ポイント）がリタイア。序盤ながら早くも3台が姿を消した。ルノーは冷却系のトラブルからのリタイア。レーシング・ポイントはセンサーの問題が原因のリタイアと発表された。26周目、ケビン・マグヌッセン(ハース)がターン3を止まりきれずにコースオフ。そのままコース外にマシンを停めた。チームはレース後にブレーキトラブルが原因であったと発表した。
このタイミングで初のセーフティーカーが出動。これを利用して各車ピットへと入りタイヤ交換を済ませた。セルジオ・ペレス(レーシング・ポイント)のみが唯一、ハードではなくミディアムに履き替えた。
4周のセーフティカーラップを挟み、レースは31周目にリスタートを迎えた。その直後、ターン3への侵入でセバスチャン・ベッテル(フェラーリ)がカルロス・サインツ(マクラーレン)と軽く接触。スピンしてしまったベッテルは後方に転落した。なお、この一件はレーシングアクシデントとして処理されている。
レース折り返しを迎えた43周目、トップを快走していたメルセデスのシャシーに問題が発生した。チームは2台に対し、ギアボックスセンサーで問題が確認されたため、縁石の使用を避けるよう無線で要求した。DRS圏内で激しく争っていた2台はペースダウンし、2位を走行していたハミルトンは追撃の手を緩める形となった。
51周目、ロマン・グロージャン(ハース)がターン4でコースオフした。マグヌッセンをブレーキトラブルで失ったハースは、グロージャンもリタイアさせる事を決断した。その直後、今度はジョージ・ラッセル(ウィリアムズ)がパワーダウンを訴えコース脇にマシンを止め、2度目のセーフティーカーが導入された。
このタイミングで3番手を走行していたアルボンが勝負に出た。2度目のピットストップを行い中古のソフトタイヤにチェンジ。ペレスの後ろ4番手でコースに復帰。同じく、クビアトとベッテルもソフトへと履き替え、ノリス、ルクレール、サインツはミディアムに履き替えた。上位勢としては、先頭3台のメルセデスPU勢のみがステイアウトを選択した。
それぞれの異なる戦略を取って再スタートするかと思われたが、55周目のリスタートと同時に、今度はキミ・ライコネン(アルファロメオ)にトラブルが襲いかかった。最終コーナーに差し掛かる所で右フロントタイヤが脱落。非常に危険な状況ではあったものの他車との接触はなく、ライコネンはクルマをホームストレート脇に停め、自らの足でピットへと歩いて戻った。ただし、この件は危険行為と認定され、チームに対し5000ユーロ（約60万円）の罰金ペナルティが課せられた。この影響で3度目のセーフティーカーが導入され、マシンが停車した位置の関係上、ピットレーンを通過しながら周回を重ねることが命じられた。
残り10周でレースはリスタートを迎えた。3番手を走行していたアルボンは上手くスタートを切り、ハミルトンを攻め立てた。チャンスと見たターン4でアウト側からオーバーテイクを仕掛けたが2台は接触。アルボンはスピンしてグラベルへと飛び出し、最後尾13番手にまで転落した。この一件は審議の対象となり、スチュワードはハミルトンに非があるとして5秒のタイムペナルティおよびペナルティポイント2点という裁定を下した。
残り3周、隊列後方を走行していたアルボンがフェルスタッペンと同様の理由でランオフエリアでマシンストップ。8台目のリタイアとなった。レース終盤は至る所で接触やら小競り合いが勃発。ファイナルラップを直前にして、クビアトがオコンとのバトルの過程でサスペンションが破損しランオフエリアにマシンを止め、リタイアした。ボッタスはそのままトップでチェッカーを受けた。2位でチェッカーを受けたハミルトンだったが、後続にタイムペナルティ分の5秒以上差をつけることができなかったため、降格が確定。その5秒圏内にいたルクレールがまずチェッカーを受け、2位表彰台を獲得。3位は一旦はハミルトンかと思われたが、残り2周目からペースアップし、最後にファステストラップを記録したノリスがその5秒圏内へ入ることに見事成功。繰り上がりではあるが、3位表彰台を獲得した。
そのうち、ハミルトンは本GPだけで2回のペナルティポイント加算処分を受け、合計4ポイントのペナルティポイントとなり、シーズンで初めてペナルティポイント加算処分を受けたドライバーとなった。

### レース結果
| 順位    | No. | ドライバー                   | コンストラクター                   | 周回数 | タイム/リタイア原因 | Grid | Pts.  |
| ------- | --- | ---------------------------- | ---------------------------------- | ------ | ------------------- | ---- | ----- |
| 1       | 77  | バルテリ・ボッタス           | メルセデス                         | 71     | 1:30:55.739         | 1    | 25    |
| 2       | 16  | シャルル・ルクレール         | フェラーリ                         | 71     | +2.700              | 7    | 18    |
| 3       | 4   | ランド・ノリス               | マクラーレン-ルノー                | 71     | +5.491              | 3    | 16 FL |
| 4       | 44  | ルイス・ハミルトン           | メルセデス                         | 71     | +5.689 1            | 5    | 12    |
| 5       | 55  | カルロス・サインツ           | マクラーレン-ルノー                | 71     | +8.903              | 8    | 10    |
| 6       | 11  | セルジオ・ペレス             | レーシング・ポイント-BWTメルセデス | 71     | +15.092 2           | 6    | 8     |
| 7       | 10  | ピエール・ガスリー           | アルファタウリ-ホンダ              | 71     | +16.682             | 12   | 6     |
| 8       | 31  | エステバン・オコン           | ルノー                             | 71     | +17.456             | 14   | 4     |
| 9       | 99  | アントニオ・ジョヴィナッツィ | アルファロメオ-フェラーリ          | 71     | +21.146             | 18   | 2     |
| 10      | 5   | セバスチャン・ベッテル       | フェラーリ                         | 71     | +24.545             | 11   | 1     |
| 11      | 6   | ニコラス・ラティフィ         | ウィリアムズ-メルセデス            | 71     | +31.650             | 20   |       |
| 12†     | 26  | ダニール・クビアト           | アルファタウリ-ホンダ              | 69     | サスペンション      | 13   |       |
| 13†     | 23  | アレクサンダー・アルボン     | レッドブル-ホンダ                  | 69     | 電気系統            | 4    |       |
| Ret     | 7   | キミ・ライコネン             | アルファロメオ-フェラーリ          | 53     | ホイール            | 19   |       |
| Ret     | 63  | ジョージ・ラッセル           | ウィリアムズ-メルセデス            | 49     | 燃圧                | 18   |       |
| Ret     | 8   | ロマン・グロージャン         | ハース-フェラーリ                  | 49     | ブレーキ            | 15   |       |
| Ret     | 20  | ケビン・マグヌッセン         | ハース-フェラーリ                  | 24     | ブレーキ            | 16   |       |
| Ret     | 18  | ランス・ストロール           | レーシング・ポイント-BWTメルセデス | 20     | パワーユニット      | 9    |       |
| Ret     | 3   | ダニエル・リカルド           | ルノー                             | 17     | オーバーヒート      | 10   |       |
| Ret     | 33  | マックス・フェルスタッペン   | レッドブル-ホンダ                  | 11     | 電気系統            | 2    |       |
| ソース: |     |                              |                                    |        |                     |      |       |

追記
- ^FL - ファステストラップの1点を含む
- † - リタイアだが、90%以上の距離を走行したため規定により完走扱い
- ^1 - ハミルトンは2位でフィニッシュしたが、アルボンと接触し、後にリタイアさせた責任を問われ5秒ペナルティとペナルティポイント2点が科されて4位に降格（合計6点）
- ^2 - ペレスはピットレーンの速度制限を超過したため5秒ペナルティが科された

優勝者バルテリ・ボッタスの平均速度
202.214 km/h (125.650 mph)
ファステストラップ
- ランド・ノリス - 1:07.475 (71周目)

ラップリーダー
太字は最多ラップリーダー
- バルテリ・ボッタス - 71周 (全周回)

達成された主な記録
- ドライバー
  - 初表彰台/初ファステストラップ: ランド・ノリス
  - 初出走/初完走: ニコラス・ラティフィ
- コンストラクター
  - 初出走/初入賞: アルファタウリ

## 第1戦終了時点のランキング
| 順位    | ドライバー           | ポイント |
| ------- | -------------------- | -------- |
| 1       | バルテリ・ボッタス   | 25       |
| 2       | シャルル・ルクレール | 18       |
| 3       | ランド・ノリス       | 16       |
| 4       | ルイス・ハミルトン   | 12       |
| 5       | カルロス・サインツ   | 10       |
| ソース: |                      |          |

| 順位    | コンストラクター                   | ポイント |
| ------- | ---------------------------------- | -------- |
| 1       | メルセデス                         | 37       |
| 2       | マクラーレン-ルノー                | 26       |
| 3       | フェラーリ                         | 19       |
| 4       | レーシング・ポイント-BWTメルセデス | 8        |
| 5       | アルファタウリ-ホンダ              | 6        |
| ソース: |                                    |          |

- 注：ドライバー、コンストラクター共にトップ5のみ表示。